# Varesmäe
Varesmäe es una aldea del municipio de Setomaa, en el condado, de Võru, Estonia, con una población censada a final del año 2011 de 13 habitantes. 
Se encuentra ubicada al este del condado, cerca de la orilla sudoccidental del  lago Peipus y de la frontera con Rusia.